# Aodh (tên riêng)
Aodh (/eɪ/; tiếng Old Irish: Áed) là một tên riêng của nam giới trong tiếng Ireland và tiếng Gael Scotland, có nghĩa ban đầu là "lửa". Các dạng giống cái của tên gọi bao gồm Aodhnait và Aodhamair. Nó xuất hiện trong nhiều biến thể hơn như là một tên họ. Khi là tên họ, gốc hoặc biến thể có thể có tiền tố O, Ó, hoặc Ui (nghĩa là "từ" hoặc "là hậu duệ của") hoặc Mac hoặc Mc (nghĩa là "con trai của").
Tên gọi ban đầu liên quan đến một vị thần cai quản địa ngục trong thần thoại Ireland. Tên riêng của nam giới Hugh là một phiên bản Anh hoá phổ biến của tên gọi này, mặc dù hai tên gọi này không có liên kết về từ nguyên học (xem Hughes (tên họ), Hughes (tên riêng)).
Các dạng tên âu yếm của tên gọi này được tạo thành với hậu tố giảm nhẹ (en:diminutive) -án, bao gồm Aodhán và Ádhán (tiếng Ireland sơ cổ Aedán), các tên gọi này đôi khi được Anh hoá thành Aidan, Aiden, và Edan. Một dạng giảm nhẹ kép là Aodhagán và dạng hiện đại của nó là Aogán. Maodhóg (tiếng Ireland sơ cổ Máedóc), dạng Anh hoá là Mogue, và dạng tiéng Wales Madog được tạo thành từ tiền tố yêu mến mo- và hậu tố giảm nhẹ riêng biệt -og.
Tên gọi này cũng được sử dụng trong thời kỳ Anh thuộc La Mã như một dạng bản địa của tên gọi Latin Dominus.

## Những người mang tên gọi

### Áed
- Áed Rúad, Vua Tối cao huyền thoại của Ireland
- Áed mac Echach (mất 575), vua của Connacht
- Áed mac Bricc (mất 587), giám mục và được phong thánh
- Áed Dub mac Suibni (mất 588), vua của Dál nAraidi
- Áed Dibchine (mất k.595), vua của Leinster
- Áed mac Ainmuirech (mất k.598), Vua Tối cao của Ireland
- Áed Sláine (mất 604), Vua Tối cao của Ireland
- Áed Rón mac Cathail (mất 604), vua trong Leinster
- Áed Uaridnach (mất 612), Vua Tối cao của Ireland
- Áed Bennán mac Crimthainn (mất 618), vua của/trong Munster
- Áed Dub mac Colmáin (mất 641?), giám mục Kildare
- Áed Aired (mất 698), vua của Dál nAraide
- Áed Róin (mất 735), vua của Dál Fiatach
- Áed mac Colggen (mất 738), vua của Leinster
- Áed Balb mac Indrechtaig (mất 742), vua của Connacht
- Áed Muinderg (mất 747), vua của vùng Bắc Uí Néill
- Áed Find (mất 778), vua của Dál Riata
- Áed Oirdnide (mất 819), vua của Ailech
- Áed mac Boanta (mất 839), có lẽ là vua trong Dál Riata
- Áed của Scotland (mất 878), vua của người Pict
- Áed Findliath (mất 879), vua của Ailech
- Áed Ua Crimthainn (fl. (sống khoảng) giữa thế kỷ 12), cha trưởng của tu viện Terryglass

### Aedh
- Aedh mac Cathal Crobdearg Ua Conchobair, vua của Connacht, 1223–1228
- Aedh Muimhnech mac Felim Ua Conchobair, vua của Connacht
- Aedh mac Ruaidri Ua Conchobair, vua của Connacht, 1228–1233
- Aedh mac Aedh Breifneach Ua Conchobair
- Áed Ua hOissín, Tổng giám mục thứ nhất của Tuam (1152)

### Aodh
- Aodh, Earl of Ross (mất 1333)
- Aodh Mór Ó Néill (1540–1616), bá tước và lãnh đạo kháng chiến người Ireland
- Aodh Mac Cathmhaoil (1571–1626), tổng giám mục và nhà thần học người Ireland
- Aodh Rua Ó Domhnaill (1572–1601), Vua, Lãnh chúa và lãnh đạo cuộc nổi loạn người Ireland
- Aodh Mac Dónaill (Hugh McDonnell), người chép sử sách người Ireland

### Aodhagan, Aodhagán, Aodhán, Aogán
Tất cả các biến thể này đều được đọc là /ˌeɪ.əˈɡɔːn/ hoặc /eɪˈɡɔːn/. Cách phiên âm Aogán cho thấy sự lược bỏ âm tiết nhẹ dha, phát âm [ə], nhưng âm o có thể được tái diễn giải như âm [ə] kể cả trong cách phiên âm đó.
- Aodhagan O'Neill (1959-), người chơi phi tiêu người Ireland
- Aogán Ó Rathaille (1670–1728), nhà thơ tiếng Ireland
- Aodhán Ó Ríordáin (1976-), chính khách người Ireland